# Говардський університет
Говардський університет — американський приватний історичний чорний університет. Розташований у місті Вашингтон, округ Колумбія.

## Історія
Невдовзі після закінчення Громадянської війни, члени Першої конгрегації суспільства у Вашингтоні вирішили створити духовну семінарію для навчання північноамериканських священнослужителів. Упродовж кількох тижнів проєкт було розширено внаслідок включення положення про створення університету. Упродовж двох років університет складався з коледжів вільних мистецтв і медицини. Новий заклад було названо на честь генерала Олівера Отіса Говарда, героя громадянської війни, який був і засновником університету і в той час працював комісаром Бюро Фрідмана. 1869 року Говард зайняв пост президента університету і пробув на ньому до 1874 року.

## Структура
- Коледж мистецтв і наук
- Школа бізнесу
- Школа зв'язку
- Коледж стоматології
- Школа богослов'я
- Інженерний коледж, архітектури та інформатики
- Вища школа
- Медичний коледж
- Коледж медсестринства та суміжних медичних наук
- Фармацевтичний коледж
- Школа соціальної роботи
- Середня школа математики й точних наук
- Школа права

## Дослідження
Науково-дослідний центр Мурленд-Шпінгарн (MSRC) визнано одним з найбільших та найбільш повних у світі сховищ документації з історії та культури Африки, Північної та Південної Америки. MSRC збирає, зберігає та робить доступним для досліджень широкий спектр ресурсів.